# Bambi
Bambi (bra: Bambi) é um filme estadunidense do gênero animação produzido pela Disney em 1942 e baseado no romance Bambi, a Life in the Woods do austríaco Felix Salten.
É o quinto longa-metragem de animação dos estúdios Disney e foi lançado nos cinemas em 13 de agosto de 1942. O personagem principal é o cervo Bambi que vive em uma floresta com sua mãe e seus amigos animais. Bambi passa a viver só quando sua mãe é morta por caçadores.
Possui uma sequência, Bambi 2 - O Grande Príncipe da Floresta, de 2006, e que mostra parte da infância de Bambi ao lado do pai, o grande príncipe da floresta. Em outubro de 2008, foi divulgada uma pesquisa onde o filme aparece como um dos que mais fizeram o público chorar.

## Sinopse
A história passa-se numa floresta, nas montanhas da província de Colúmbia Britânica, onde os animais ficam agitados com a notícia do nascimento de um filhote de cervo, Bambi, que foi chamado de "Príncipe da Floresta" pois seu pai é o cervo mais respeitado da região por ser o mais velho. Logo ao nascer, Bambi conhece Tambor, um coelho que se torna seu grande amigo.
Ao longo da história, Bambi cresce, faz amizade com outros animais da floresta, aprende como sobreviver e se apaixona por Feline. Um dia chegam caçadores à floresta e matam sua mãe, que o estava ajudando a não ser pego. Assim, Bambi aprende a viver sozinho, com a ajuda do pai.

## Produção
Em 1933, Sidney Franklin, um produtor e diretor dos estúdios MGM adquiriu os direitos do livro Bambi, a Life in the Woods, com a intenção de produzir um filme em live-action baseado no livro.
O plano de fundo do filme foi inspirado nas florestas do Oeste dos EUA; um dos mais antigos e mais conhecidos artistas dos estúdios Disney, Maurice "Jake" Day, ficou durante dias nas florestas de Vermont e Maine, fotografando e pesquisando os ambientes.
Mesmo sem a existência de humanos no filme, humanos foram contratados para serem usados como referências: Jane Randolph e Donna Atwood foram usadas como referência na cena do lago congelado em que Bambi e Tambor dançam.

## Música
A trilha sonora do filme foi lançada em 21 de agosto de 1942 pela gravadora Walt Disney Records, contendo 16 faixas. A música de Bambi foi composta por Frank Churchill e Edward H. Plumb.[carece de fontes?]

## Lançamento
Bambi foi lançado nos cinemas dos Estados Unidos em 8 de agosto de 1942, em plena Segunda Guerra Mundial, e foi relançado em 1947, 1957, 1966, 1975, 1982 e 1988; no Brasil foi lançado em 14 de agosto de 1942; em Portugal foi lançado em 17 de janeiro de 1944.[carece de fontes?]
Seu primeiro lançamento em vídeo foi na década de 1980. Nesse formato, foi lançado em VHS em 1989 (versão clássica) e 1997 (versão masterpiece). Essa versão foi lançada no Brasil pela Abril Vídeo.[carece de fontes?]
Seu primeiro DVD foi lançado em 2005 pela Edição Platinum que saiu de circulação no início de 2007. A Edição Diamante foi lançada em 2011 com um combo blu-ray/DVD com material bônus que era considerado inédito, como cenas deletadas e novas canções.[carece de fontes?]

## Prêmios e indicações
Óscar 1943 (EUA)
- O filme Bambi recebeu três indicações, nas categorias de melhor trilha sonora, melhor som e melhor canção original (Love is a Song)[carece de fontes?]

Globo de Ouro 1948 (EUA)
- Ganhou um prêmio especial, concedido a Walt Disney[carece de fontes?]